# 할렘강

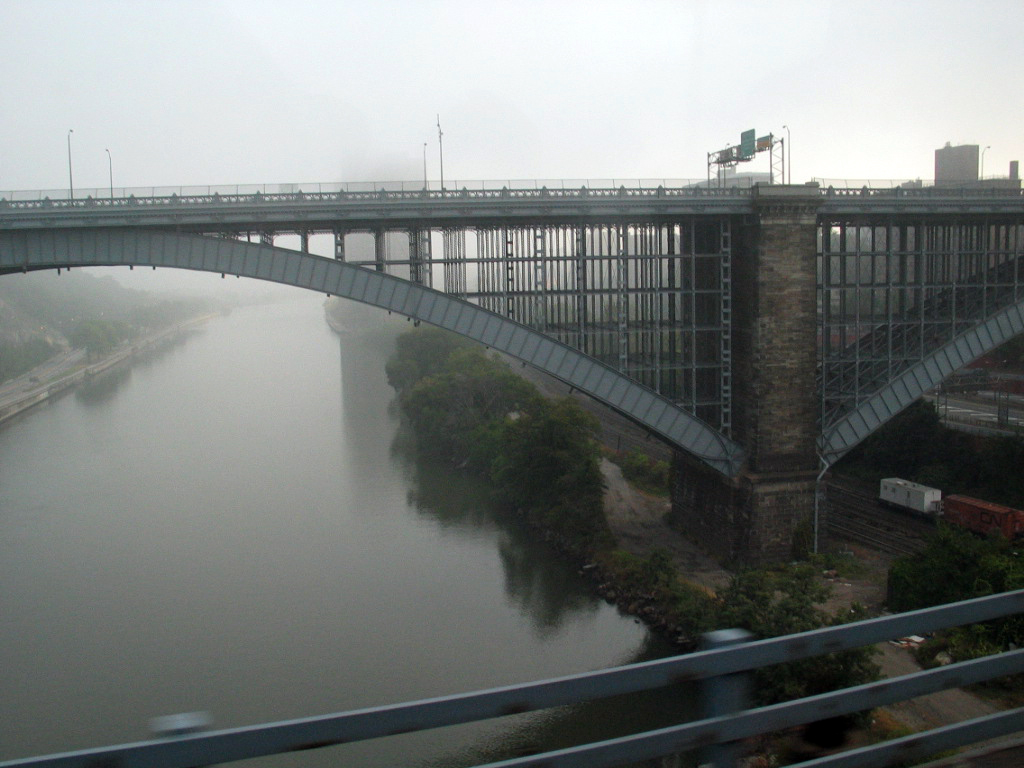
할렘강

할렘강(Harlem River)은 허드슨강과 이스트강 사이의 해협이다.  허드슨강 및 이스트강 사이의 13 km에 걸쳐 행정 구역인 맨해튼과 브롱스를 가른다. 할렘강의 현재 경로 중 스푸이텐듀이빌강이다. 이전 경로 조금 남쪽의 브롱스강 쪽에 맨해튼(마블 힐)의 영토가 존재한다.

## 같이 보기
- 뉴욕의 지리